# Hippocrepis
Hippocrepis L., 1753 è un genere di piante erbacee, suffruticose e talvolta cespugliose appartenenti alla famiglia delle Fabacee (o Leguminose).

## Descrizione
Hippocrepis è un genere botanico di piante a portamento eretto o ascendente, d'aspetto assai gracile (aspetto molto comune tra le leguminose), la cui altezza media varia dai 20 ai 40 cm. Presentano fusti eretti o ascendenti, talvolta leggermente arcuati e protesi verso il basso, di colore verde chiaro, quasi completamente privi di peli.
Le foglie sono composte, imparipennate, con foglioline a margine intero, e possono presentarsi con 7-13 segmenti, lunghi anche fino a 5 mm, da lineari a obovati.
I fiori, con la tipica corolla papilionacea, sono di un colore giallo vivo. Sono lunghi circa 4 mm, e possono essere singoli o appaiati, inseriti su peduncoli ascellari lunghi al massimo 5 mm. Il numero dei fiori presenti sui peduncoli è spesso un carattere distintivo tra le differenti specie, come lo è pure la presenza o assenza di ciglia e papille sui margini del lomento.
La fioritura avviene quasi sempre nei mesi di marzo, aprile e maggio.
Il frutto, dalla curiosa struttura, è un lomento lineare, mediamente lungo 2–3 cm, laterincompresso, è costituito da articoli concatenati a forma di ferro di cavallo, carattere quest'ultimo, a cui si deve il nome popolare del genere. Detti frutti, a maturità si staccano singolarmente, disperdendosi nell'ambiente come dissemuli.

## Ecologia
Alcune specie di questo genere fungono da pianta nutrice per diverse specie di lepidotteri delle famiglie Hesperiidae, Lycaenidae, Noctuidae, Pieridae, Pyralidae.
In particolare la specie Hippocrepis comosa è la pianta nutrice del bruco della farfalla Lysandra bellargus, nota come Adone blu, assai amata dai fotografi naturalisti per la livrea di colore azzurro brillante.

## Distribuzione e habitat
Hippocrepis ha una distribuzione tipicamente circummediterranea: è presente in tutta Europa, particolarmente nell'Europa meridionale, nel Nordafrica, comprese le isole Canarie e Capo Verde e in Medio Oriente fino al Pakistan.
Vegeta sui suoli a bassa competizione, sia calcarei che in ambiente arido, nei pascoli e nelle garighe.

## Tassonomia
Il genere comprende le seguenti specie:
- Hippocrepis areolata Desv.
- Hippocrepis atlantica Ball
- Hippocrepis balearica Jacq.
- Hippocrepis biflora Spreng.
- Hippocrepis brevipetala (Murb.) E.Dominguez
- Hippocrepis carpetana Lassen
- Hippocrepis castroviejoi Talavera & E.Domínguez
- Hippocrepis ciliata Willd.
- Hippocrepis commutata Pau
- Hippocrepis comosa L.
- Hippocrepis conradiae Gamisans & Hugot
- Hippocrepis constricta Kunze
- Hippocrepis cyclocarpa Murb.
- Hippocrepis emerus (L.) Lassen
- Hippocrepis eriocarpa (Boiss.) Boiss.
- Hippocrepis fruticescens Sennen
- Hippocrepis glauca Ten.
- Hippocrepis grosii (Pau) Boira, Gil & L.Llorens
- Hippocrepis liouvillei Maire
- Hippocrepis maura Braun-Blanq. & Maire
- Hippocrepis minor Munby
- Hippocrepis monticola Lassen
- Hippocrepis multisiliquosa L.
- Hippocrepis neglecta Lassen
- Hippocrepis nevadensis (Hrabětová) Talavera & E.Domínguez
- Hippocrepis prostrata Boiss.
- Hippocrepis rupestris Bellot
- Hippocrepis salzmannii Boiss. & Reut.
- Hippocrepis scabra DC.
- Hippocrepis scorpioides Benth.
- Hippocrepis squamata (Cav.) Coss.
- Hippocrepis tavera-mendozae Talavera & E.Domínguez
- Hippocrepis unisiliquosa L.
- Hippocrepis valentina Boiss.